# Palach Press
Palach Press bylo československé exilové vydavatelství působící v letech 1975 až 1990 v Londýně. Jejím prostřednictvím do zahraničí dostávaly dokumenty disentu, zejména Charty 77 a Výboru na obranu nespravedlivě stíhaných. Ústřední postavou vydavatelství byl Jan Kavan.

## Historie

### Před vznikem Palach Press

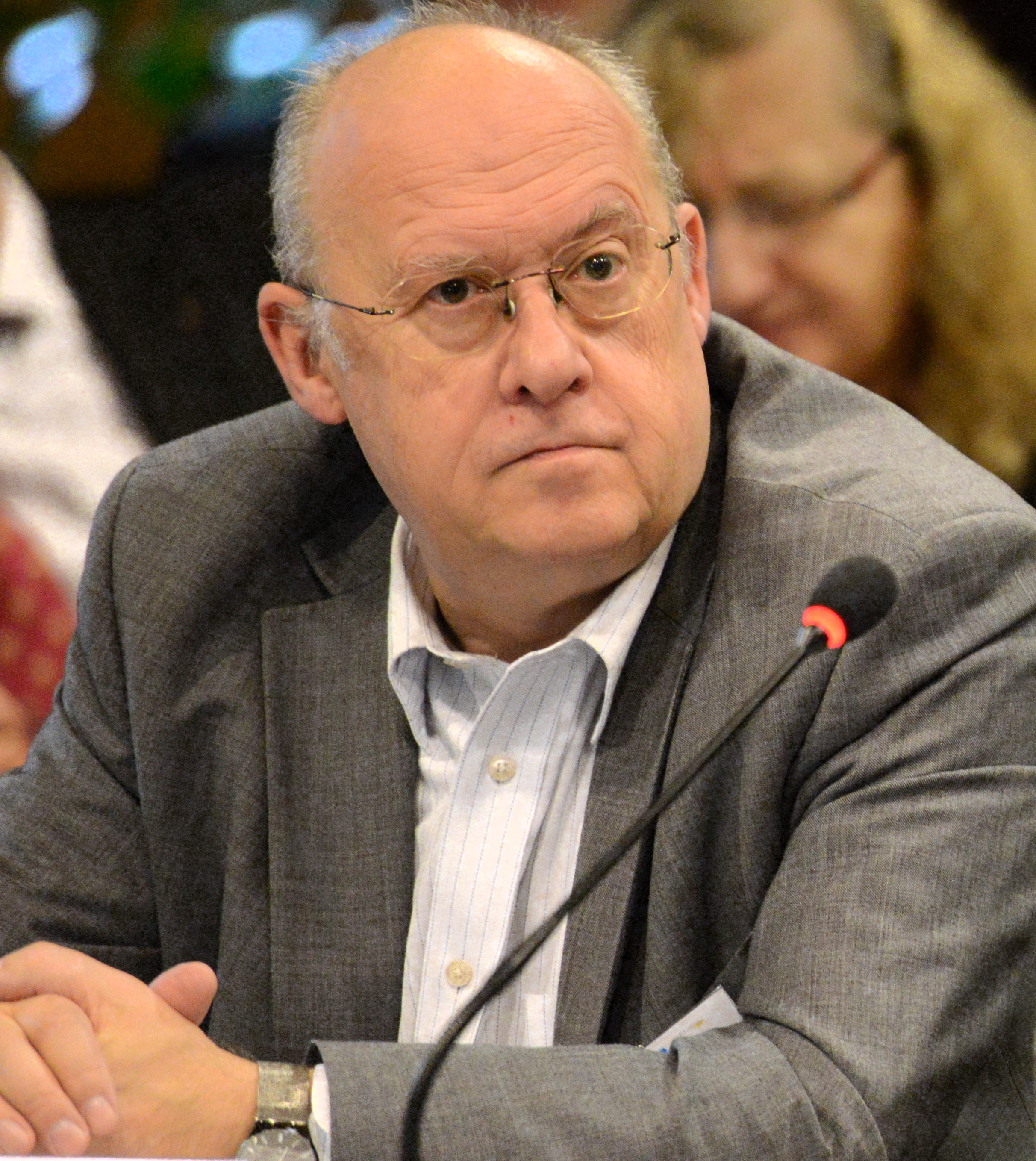
Jan Kavan, ústřední postava agentury Palach Press

V lednu 1969 se v reakci na invazi vojsk Varšavské smlouvy do Československa v srpnu 1968 protestně upálil student Filozofické fakulty UK Jan Palach. Jan Kavan pomáhal organizovat jeho pohřeb. V březnu 1969 Kavan emigroval v rámci studentského pobytu do Spojeného království, kde se zapsal na London School of Economics and Political Science, obor mezinárodních vztahů. V Londýně pokračoval v navazování vztahů s britskými studenty a levicovými aktivisty a založil s nimi Committee on Defence Czech Socialists (Komise na obranu českých socialistů). V roce 1970 Kavanovi vypršelo studentské vízum a on se rozhodl v Londýně zůstat.
Kavan se dozvěděl o požadavku československé opozice na rozmnožovací stroje a s pomocí Michala Randla a Rosemary Kavanové se mu podařilo propašovat několik rozmnožovacích strojů do ČSSR. Propašované dokumenty z Československa pak Kavan překládal do angličtiny a poskytoval zahraničním novinářům. V roce 1975 se Kavanovi a jeho spolupracovníkům podařilo poskytnout západním médiím dopis Alexandra Dubčeka adresovaný Federálnímu shromáždění ČSSR, v němž Dubček popsal persekuci své osoby ze strany státních orgánů. Podstatné části dopisu vyšly simultánně v médiích třiceti pěti zemí.

### Vznik
V listopadu 1975 byla oficiálně založena agentura Palach Press, v únoru následujícího roku došlo k registraci agentury jako společnosti s ručením omezením. Největší rozmach agentura zažila v roce 1977 po vzniku Charty 77, kdy zahraniční média jevila o československý disent zájem. Palach Press překládala i všechny dokumenty VONS. Poté, co byli uvězněni Kavanovi českoslovenští spolupracovníci Aleš Macháček a Vladimír Laštůvka za šíření západního tisku, snažil se Kavan o jejich medializaci v západních médiích. Po roce 1978 byl v kontaktu i s polskou opozicí a v Palach Press bulletinech bylo pro události v Polsku vyčleněno speciální místo. Téhož roku začal vycházet Palach Press Bulletin také v němčině, informuje o tom říjnové číslo z roku 1978.

### Působení
V roce 1978 vznikla pobočka ve Vídni, jejímž vedením byl pověřen chartista a divadelník Ludvík Kavín, který pobočku vedl až do roku 1980, kdy jej vystřídal Ivan Medek. Ten v roce 1982 založil vlastní Tiskovou informační agenturu. Obě pobočky fungovaly víceméně nezávisle na sobě, používali vlastní informační zdroje, avšak v určitých aspektech spolupracovaly.
V roce 1982 byla odhalena dodávka s tisky Palach Press v Československu a práce agentury tak byla zhruba na rok částečně ochromena. Kavan v osmdesátých letech cestoval do východoevropských zemí, aby navazoval kontakty. V roce 1987 a 1988 se také úspěšně vydal v utajení do Prahy. Posledním milníkem ve fungování agentury byl vznik Východoevropské informační agentury, od kterých Palach Press odebírala informace.
V roce 1990 se Jan Kavan stal poslancem Federálního shromáždění a v tento rok také nakladatelství Palach Press oficiálně zaniklo.